# Citrus warburgiana
Espèce

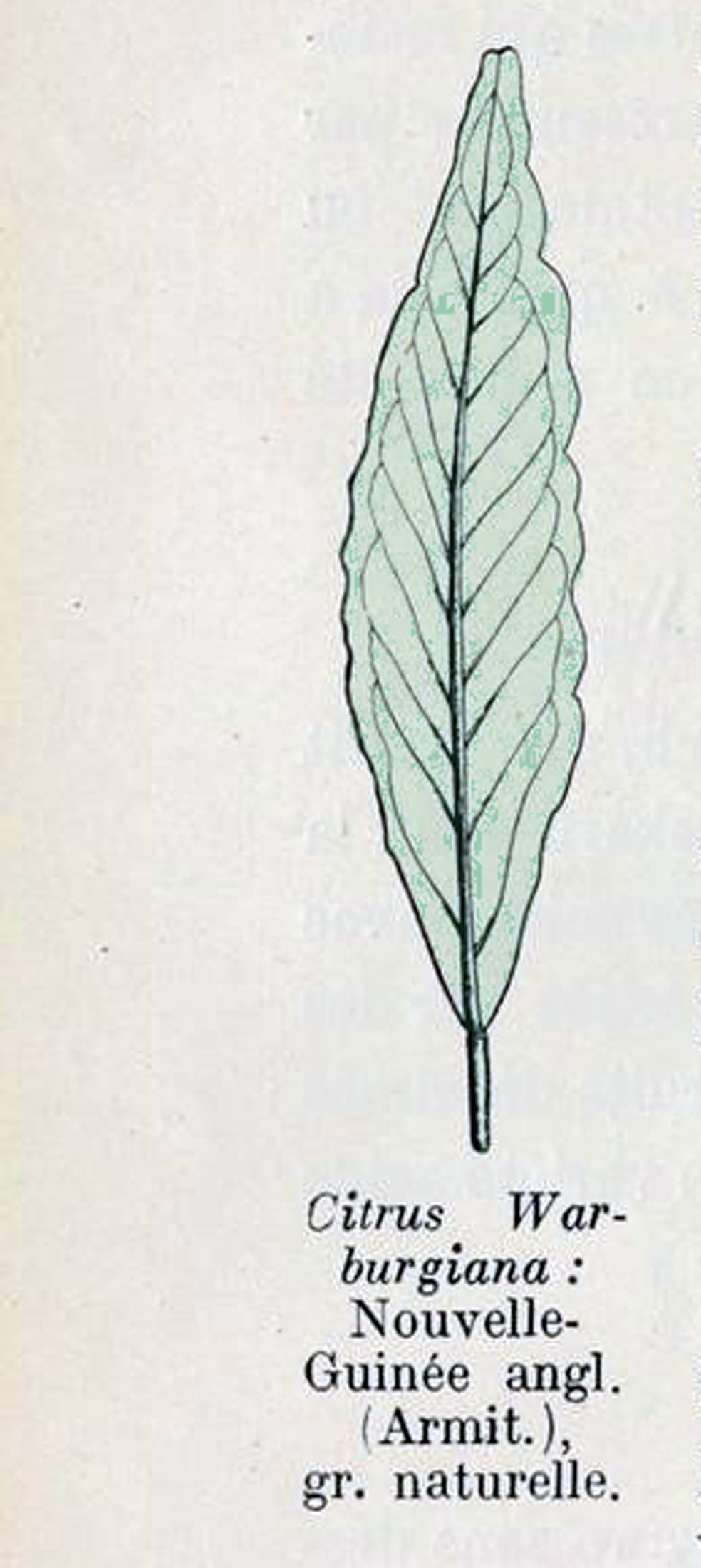
Longtemps connu uniquement par sa feuille curieusement crénelée (source BNF, Bulletin du Jardin colonial et des jardins d'essai des colonies françaises - 1914)

Citrus warburgiana, la Lime sauvage de Nouvelle-Guinée localement kakamadu est une espèce sauvage de microcitrus endémique de la province de Baie de Milne en Papouasie-Nouvelle-Guinée décrite par F. M. Bailey dans Annual Report on British New Guinea 1900-1901 comme un Citrus. Guillaumin (1914) le classe dans les «espèces énigmatiques».
On le rencontre sur le littoral au sud du 10e parallèle sud, sur une ligne qui va de Gadaisu à Alauto et Lelehudi.

## Taxonomie
Citrus warburgiana F.M. Bailey (Contrib. Fl. Brit. New Guinea) (1902) est reclassé par Tanaka en Microcitrus warburgiana (F.M. Bailey) Tanaka, dans le Bulletin de la Société Botanique de France en 1928. L'hésitation entre Citrus et Microcitrus persiste jusqu'à nos jours. La feuille lancéolée et crénelée ayant longtemps été le seul organe connu, en 1926  C. T. White le distingue de Citrus paludosa  dont la feuille est identique mais plus grande. D.J. Mabberley en 1998 en fait un des 2 Microcitrus en dehors de l'Australie avec Citrus wintersii (à cette époque le fruit est connu, il écrit «Les gros fruits caractéristiques avec de nombreuses loges soulignent également l'artificialité de tout système maintenant Microcitrus comme un genre distinct de Citrus».

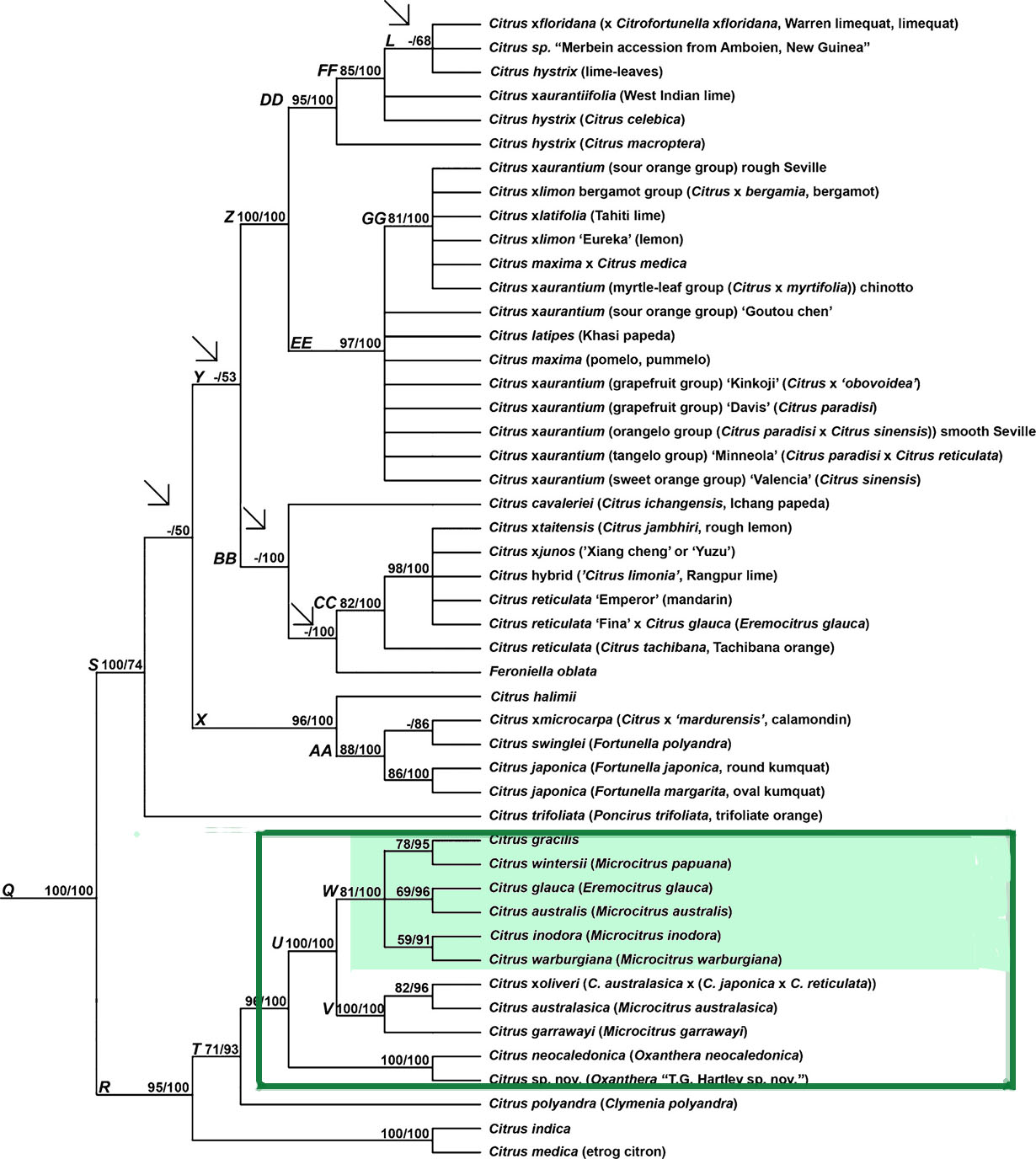
Phylogénie moléculaire des agrumes océaniens, australiens et papous, sur fond vert le clade W avec C. warburgiana, section dont les embranchements sont incertains (Bayer et al. 2009).

### Phylogénie
David Mabberley avec Randall Bayer et al. (2009) réalisent un premier classement à partir du séquençage de l'ADN de d'agrumes comprenant des espèces sauvages de Nouvelle-Guinée, d'Australie et de Nouvelle-Calédonie et («étonnamment») Citrus medica. Le clade U (Microcitrus, Eremocitrus et C. gracilis) se subdivise en 2 sous-clades V (Microcitrus garrawayi, C. australasica, et un hybride de C. australasica) et W qui comprend 3 paires d'espèces dont Microcitrus 'inodora' et Microcitrus warburgiana aux fruits ovales ou ronds morphologiquement similaires. Les auteurs écrivent «Il existe une polytomie non résolue dans le clade W».

### Noms communs
Son nom local est kakamadu, en anglais New Guinea wild lime.

## Morphologie
Un spécimen sur franc est conservé à la Citrus Collection de l'Université de Riverside où sa végétation est difficile.
Les rares arbres décrits mesurent 12 à 15 m de haut aux rameaux latéraux courts et élancés, les plus petits rameaux latéraux mesurent de 1 à 1,5 mm très fins 0,5 à 0,8 mm de diamètre.
Les fruits sont verts, petits 3 cm de diamètre, sphérique avec un renflement sommital, globuleux, avec six segments.
Il existe 10 à 11 espèces sauvages de Citrus en Océanie (6 en Australie, 4 en Papouasie-Nouvelle-Guinée, 1 en Nouvelle-Calédonie) «Beaucoup d'entre eux sont gravement menacés in situ et/ou limités à des fragments de forêt et donc vulnérables aux changements climatiques[ ]  les semences de ces espèces n'ont pas été systématiquement collectées et ne sont pas actuellement représentées dans les collections ex situ nationales ou internationales».